# PRB (1996)
Pour les articles homonymes, voir PRB et PRB (IMOCA).
PRB, deuxième du nom, est un monocoque conçu pour la course au large, il fait partie de la classe des 60 pieds Open de la série PRB IMOCA.

## Historique
Le deuxième PRB est lancé le 15 juillet 1996 pour qu'Isabelle Autissier prenne le départ de la troisième édition du Vendée Globe. Construit chez Pinta à La Rochelle, ce bateau est le premier 60 pieds Open équipé dès l'origine d'une quille pivotante. Sa construction a coûté 10 millions de francs. Isabelle Autissier définit PRB comme un bateau plutôt « masculin » : « il est accrocheur, il en veut, il a la haine […] En même temps, il faut contrôler ça, tu ne peux pas le laisser délirer, c'est un bateau qui pourrait arriver à me faire peur. La première fois qu'il s'est mis à vibrer, qu'il a commencé à trembler, je lui ai dit t'as les jetons!, en fait non, il m'a répondu qu'il tremblait parce qu'il aimait ça. C'est un teigneux, un balèze, c'est un modèle homme. »
Après un bon départ des Sables d'Olonne, le bateau est victime d'une rupture d’un des safrans dans l'Atlantique sud, obligeant Isabelle Autissier à faire une escale technique au Cap, synonyme d’abandon. Elle choisit toutefois de repartir hors course après les réparations nécessaires et arrive aux Sables-d’Olonne deuxième derrière Christophe Auguin en 109 jours de mer.
En 1998, PRB termine deuxième de la Route de l'Or, course en équipage entre New York et San Francisco.
La même année, Isabelle Autissier engage PRB dans Around Alone, nouveau nom du BOC. Elle termine 2e de la première étape et 3e de la deuxième étape mais est contrainte d'abandonner son 60 pieds dans le Pacifique à la suite d'un chavirage,. Ce chavirage relance le débat sur la sécurité des 60 pieds Open car, comme pour Gerry Roufs, disparu en 1997, et Thierry Dubois, le bateau d'Autissier est resté à l'envers. Alors qu'il avait été un des pionniers des 60 pieds Open, Marc Pinta décide alors de ne plus construire ces voiliers, considérant que « la jauge déconne ».

## Caractéristiques techniques
- Numéro de course : 85
- Architectes : Finot-Conq
- Constructeur :  Chantier Pinta
- Sponsors : PRB et région Poitou Charente
- Lancement : 15 juillet 1996
- Longueur : 60 pieds (18,28 m)
- Flottaison : 18,28 m
- Maître bau : 5,80 m
- Tirant d'eau : 4,20 m
- Quille : pivotante
- Lest : 2,70 t
- Gréement : sloop
- Hauteur du mât : 25,50 m
- Nombre de voiles : 9 (Incidences)
- Voilure au près : 260 m2
- Voilure au portant : 450 m2
- Matériau de construction : carbone Nomex
- Espars : carbone Doyle et Petitjean
- Enrouleurs : Profurl
- Accastillage de pont : Lewmar Andersen
- Nombre de pilotes : Autohelm 2
- Sécurité : balise Sarsat
- Radar : Furuno
- Panneaux solaires : 8 × 30 W
- Générateur : Nanni 13 ch
- Batteries : 4 × 130 A.h

## Palmarès
- 1997 : abandon dans le Vendée Globe en raison de la casse d'un safran, arrivé hors course après une escale

- 1998 : 2e Route de l'Or en équipage (Isabelle Autissier, David Adams, Luc Bartissol, Lionel Lemonchois et Jean Saucet) en 62 jours 13 heures et 19 minutes
- 1999 : bateau chaviré et perdu en mer le 15 février 1999) dans la course Around Alone[5]